# Låglandsboskap
Låglandsboskap benämning på en stor grupp nötboskapsraser, med ursprung i Nederländerna, nordvästra Tysklands kustområde och Jylland.
Bland sådana raser märks normandisk och flandrisk boskap i Frankrike, korthornsrasen i England, frisisk boskap i Nederländerna, ostfrisisk, jeverländsk, ostpreussisk, westfalisk och holsteinsk boskap i Tyskland, röd dansk och svartbrokig jutsk boskap i Danmark och Svensk låglandsboskap.
Låglandsboskapen har sitt ursprung i de nederländska kustområdet upp till Jylland. Efter att översvämningar och boskapspest decimerat den nederländska kreatursstammen importerades djur av samma typ, men även korthornsboskap. Den första stamboken infördes 1874, och därefter kom flera boskapsraser, främst mjölkkoraser men även köttkoraser att uppstå med ursprung i de nederländska boskapsbeståndet.
I Sverige har låglandsboskap importerats sedan mitten av 1800-talet, de kor som stammar från den första vågen av importerad låglandsboskap kallas Svensk låglandsboskap.
Långlandsboskap dominerar idag bland världens mjölkko. Vanligast är Holstein-Frisisk nötboskap. Andra varianter är groningenboskap och Maas-Rhen-Ijssel-boskap (rödbrokig låglandsboskap), som använts för inblandning i en mängd andra rödbrokiga raser.